# Nedre Kårtyllasjön
Nedre Kårtyllasjön är en sjö i Borlänge kommun och Säters kommun i Dalarna och ingår i Dalälvens huvudavrinningsområde. Sjön har en area på 0,278 kvadratkilometer och ligger 107 meter över havet.

## Delavrinningsområde
Nedre Kårtyllasjön ingår i det delavrinningsområde (670259-148735) som SMHI kallar för Ovan VDRID = 672632-158939 i Dalälvens vattendrag*. Medelhöjden är 112 meter över havet och ytan är 2,44 kvadratkilometer. Räknas de 2340 avrinningsområdena uppströms in blir den ackumulerade arean 24 968,95 kvadratkilometer. Avrinningsområdets utflöde Dalälven (Österdalälven) mynnar i havet. Avrinningsområdet består mestadels av skog (17 procent), öppen mark (17 procent) och jordbruk (41 procent). Avrinningsområdet har 0,58 kvadratkilometer vattenytor vilket ger det en sjöprocent på 23,9 procent.